# Laissac-Sévérac-l'Église
Laissac-Sévérac-l'Église is een gemeente in het Franse departement Aveyron (regio Occitanie). De gemeente maakt deel uit van het arrondissement Rodez. Laissac-Sévérac-l'Église is op 1 januari 2016 ontstaan als fusiegemeente uit Laissac en Sévérac-l'Église. De gemeente telde 2.148 inwoners op 1 januari 2022.

## Geografie
De oppervlakte van Laissac-Sévérac-l'Église bedroeg op 1 januari 2022 33,9 vierkante kilometer; de bevolkingsdichtheid was toen 63,4 inwoners per km².
De onderstaande kaart toont de ligging van Laissac-Sévérac-l'Église met de belangrijkste infrastructuur en aangrenzende gemeenten.

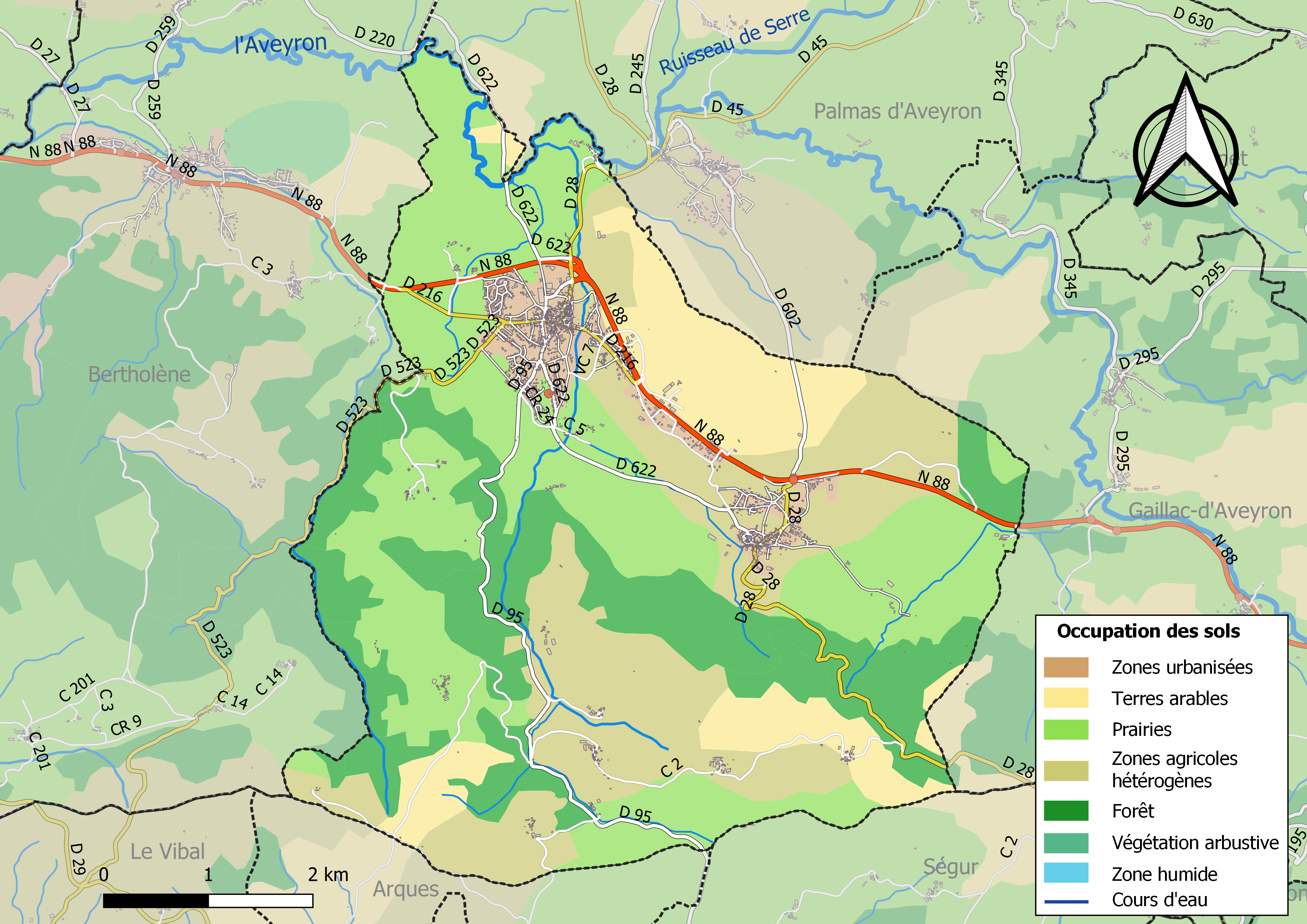

## Sport
Laissac-Sévérac-l'Église was één keer startgemeente van een etappe in de wielerkoers Tour de France. In de editie van 2017 vertrok de 15e etappe hiervandaan naar Le Puy-en-Velay. Deze rit werd gewonnen door de Nederlander Bauke Mollema.
Bertholène · Castelnau-de-Mandailles · Gaillac-d'Aveyron · Laissac-Sévérac-l'Église · Lassouts · Palmas d'Aveyron · Pierrefiche · Pomayrols · Prades-d'Aubrac · Saint-Côme-d'Olt · Saint-Geniez-d'Olt-et-d'Aubrac · Sainte-Eulalie-d'Olt · Vimenet